# Ämten (Simonstorps socken, Östergötland, 651129-151378)
Ämten är en sjö i Norrköpings kommun i Östergötland och ingår i Kilaån-Motala ströms kustområde. Sjön har en area på 0,0661 kvadratkilometer och ligger 87 meter över havet. Sjön avvattnas av vattendraget Hultån.

## Delavrinningsområde
Ämten ingår i det delavrinningsområde (651241-151450) som SMHI kallar för Inloppet i Stocksjön. Medelhöjden är 97 meter över havet och ytan är 6,5 kvadratkilometer. Det finns inga avrinningsområden uppströms utan avrinningsområdet är högsta punkten. Hultån som avvattnar avrinningsområdet har biflödesordning 2, vilket innebär att vattnet flödar genom totalt 2 vattendrag innan det når havet efter 14 kilometer. Avrinningsområdet består mestadels av skog (81 procent). Avrinningsområdet har 0,88 kvadratkilometer vattenytor vilket ger det en sjöprocent på 13,5 procent.